# Astryna
Astryna (en biélorusse : Астрына) ou Ostrino (en russe : Острино ; en polonais : Ostryna) est une commune urbaine de la voblast de Hrodna ou oblast de Grodno, en Biélorussie. Sa population s'élevait à 1 731 habitants en 2017.

## Géographie
Astryna est située à 19 km au nord-ouest de Chtchoutchyn et à 47 km à l'est de Hrodna/Grodno.

## Histoire
La première mention du village d'Astryna remonte à 1450. Il était une possession royale aux XVe et XVIe siècles. En 1641, le roi de Pologne et grand-duc Ladislas IV Vasa donna à Astryna son autonomie urbaine — droit de Magdebourg — en 1641 ainsi que ses armoiries. Une église fut construite en 1667. Astryna fut intégrée à l'Empire russe à la suite de la deuxième partition de la Pologne en 1793. Après la Première Guerre mondiale, le traité de Riga rendit Astryna à la Pologne en 1921. Elle fut occupée par l'Armée rouge en septembre 1939 puis annexée par l'Union soviétique. Le 15 janvier 1940, Astryna devint une commune urbaine du raïon de Vassilichki, dans le cadre de la république socialiste soviétique de Biélorussie. En 1921, sur 1572 habitants, la communauté juive représente 1067 personnes. Pendant la Seconde Guerre mondiale, elle fut occupée par l'Allemagne nazie du 24 juin 1941 au 12 juillet 1944. Les Allemands obligent les Juifs de la ville et ceux de villages voisins à vivre dans un ghetto dès octobre 1941. Le 12 octobre, environ 80 Juifs seront assassinés dans le cadre de la Shoah par balles. D'autres exécutions de masse suivront. Quelques mois plus tard, le reste de la communauté locale sera déporté vers le camp d'extermination d'Auschwitz. Après la guerre, Azstryna fut un temps le centre administratif du raïon, puis fut rattachée au raïon de Skidal de 1960 à 1962 et enfin au raïon de Chtchoutchyn.

## Population
Recensements (*) ou estimations de la population  :
| 1829 | 1859 | 1866  | 1882  | 1897* | 1909  | 1919  |
| ---- | ---- | ----- | ----- | ----- | ----- | ----- |
| 591  | 970  | 1 196 | 1 984 | 2 410 | 1 145 | 1 481 |

| 1940  | 1959* | 1970* | 1979* | 1989* | 1999  | 2009* |
| ----- | ----- | ----- | ----- | ----- | ----- | ----- |
| 2 744 | 2 732 | 2 595 | 2 482 | 2 621 | 2 500 | 2 064 |

| 2011  | 2012  | 2013  | 2014  | 2015  | 2016  | 2017  |
| ----- | ----- | ----- | ----- | ----- | ----- | ----- |
| 1 980 | 1 884 | 1 856 | 1 854 | 1 847 | 1 778 | 1 731 |